# Ушука
Ушу́ка — річка в Україні, в межах Волочиського та Городоцького районів Хмельницької області. Ліва притока Збруча (басейн Дністра). 

## Опис
Довжина 14 км, площа басейну 55 км². Долина порівняно глибока, її лівий (східний) схил високим та крутий. Річище слабозвивисте.

## Розташування
Ушука бере початок на схід від села Гречана. Тече на південний захід. Впадає до Збруча неподалік від західної околиці села Мартинківці.

## Населені пункти
Над річкою розташовані села: Гречана, Липівка, Бубнівка, Курівка, Жаглівка і Мартинківці.